# GeorgiaSkies
GeorgiaSkies — торгова марка (бренд) регіональної авіакомпанії Сполучених Штатів Америки Pacific Wings, під якою виконуються регулярні пасажирські перевезення в штаті Джорджія в рамках державної програми Essential Air Service субсидування авіаційного сполучення на регіональних і місцевих напрямах.

## Історія
У червні 2008 року федеральний уряд підписав з авіакомпанією Pacific Wings контракт на виконання в рамках програми Essential Air Service регулярних рейсів в аеропорти міст Атенс і Мейкон (Джорджія) з міжнародного аеропорту Хартсфілд-Джексон в Атланті. Польоти за даними напрямками почалися 29 вересня 2008 року на літаках Cessna Grand Caravan під торговою маркою GeorgiaSkies.

## Маршрутна мережа

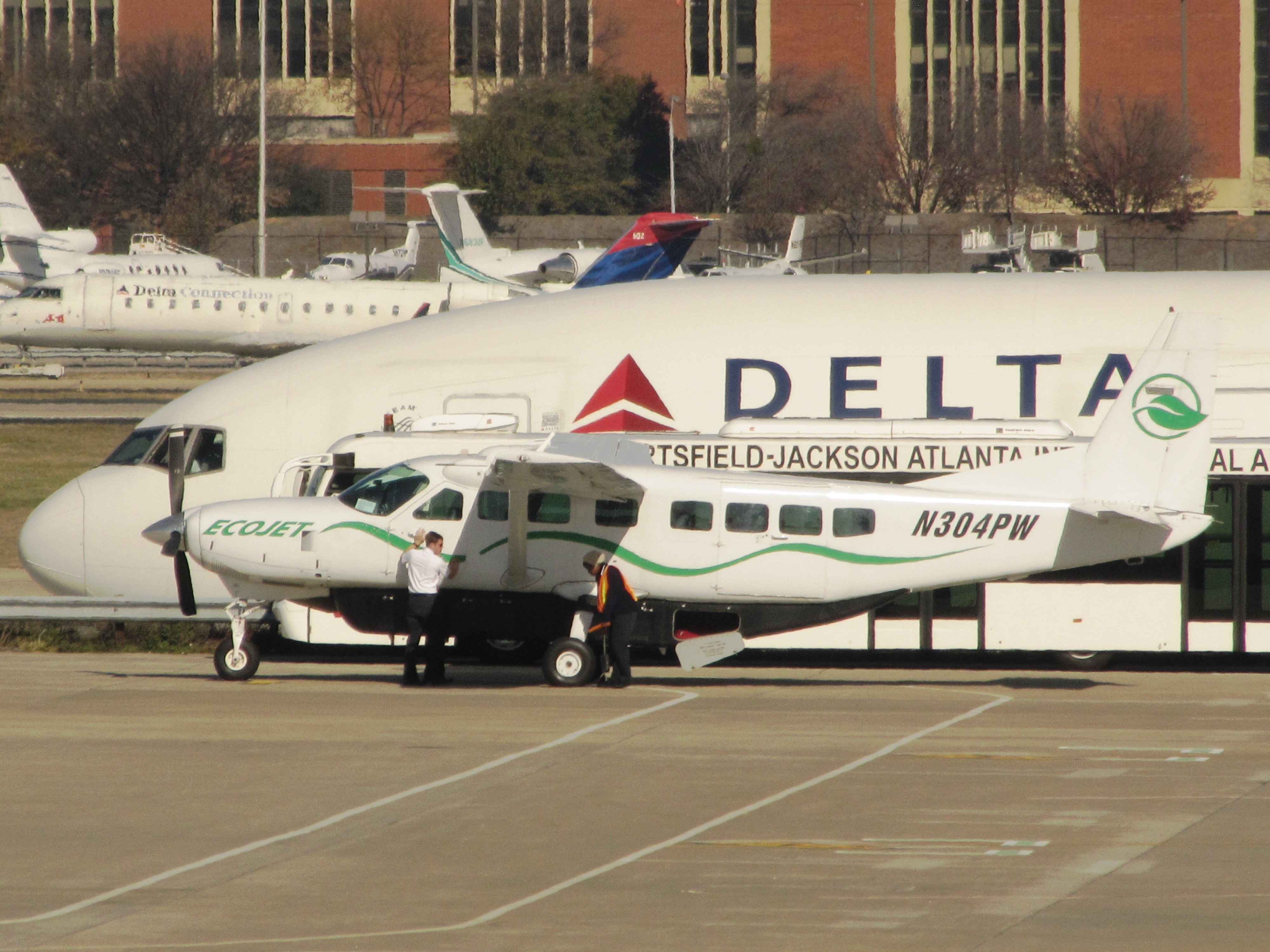
Cessna 208B Grand Caravan в міжнародному аеропорту Хартсфілд-Джексон (Атланта)

Станом на лютий 2012 року маршрутна мережа регулярних перевезень під брендом GeorgiaSkies включала в себе наступні пункти призначення:

### США

#### Джорджія
- Атланта — міжнародний аеропорт Хартсфілд-Джексон хаб
- Мейкон — регіональний аеропорт Мейкон

## Флот
У лютому 2012 року під брендом GeorgiaSkies працювали два дев'ятимісних літака Cessna 208B Grand Caravan.